# Barica (stolica tytularna)
Barica (łac. Diocesis Baricensis) – stolica historycznej diecezji w Cesarstwie rzymskim w prowincji Numidia zlikwidowana w VII w. podczas ekspansji islamskiej, współcześnie w północnej Algierii. Obecnie katolickie biskupstwo tytularne.

## Biskupi
Znany jest tylko jeden biskup tej diecezji – Piotr – nazywany w liście papieża Grzegorza Wielkiego z grudnia 592 episcopus Baricis. Stefano Morcelli SJ przyporządkował tego samego biskupa stolicy biskupiej w Babrze.
- Piotr † (wymieniany w 592)

## Biskupi tytularni
| Lp. | Biskup               | Funkcja                                        | Od              | Do                |
| --- | -------------------- | ---------------------------------------------- | --------------- | ----------------- |
| 1   | Angelo Negri         | wikariusz apostolski Nilu Równikowego (Uganda) | 10 grudnia 1934 | 13 listopada 1949 |
| 2   | Karl Walter Vervoort | wikariusz apostolski Pilcomayo (Paragwaj)      | 15 lipca 1950   | 12 lipca 1979     |
| 3   | Walter Jansen        | biskup pomocniczy Kolonii (Niemcy)             | 19 maja 1983    | 29 stycznia 2004  |
| 4   | Stanislav Stolárik   | biskup pomocniczy Koszyc (Słowacja)            | 26 lutego 2004  | 21 marca 2015     |
| 5   | Michał Janocha       | biskup pomocniczy warszawski                   | 9 maja 2015     |                   |